# Herbrand-Struktur
Eine zu einer prädikatenlogischen Formelmenge F passende Struktur {\displaystyle A=\left(U,I\right)} heißt Herbrand-Struktur, wenn folgende Eigenschaften erfüllt sind:
- Das Universum ist das aus F generierte Herbrand-Universum, also {\displaystyle U=D\left(F\right)}.
- Die Interpretationen I sind Herbrand-Interpretationen.

Bei einer Interpretation werden den Funktions- und Konstantensymbolen tatsächliche Funktionen und Konstanten zugeordnet. Bei der Herbrand-Interpretation weist man jedem Funktionsterm eine Interpretation durch sich selbst zu. Dies ist möglich, da das Herbrand-Universum genau aus der Menge aller möglichen Terme mit Funktions- und Konstantensymbolen besteht. Damit ist eine Herbrand-Struktur eine Terminterpretation.
Beispiel: Sei das Herbrand-Universum {\displaystyle D\left(F\right)=\{a,f(a),f(f(a)),...\}}. Dann lautet die Zuordnung zwischen Funktionssymbolen und Elementen aus dem Universum:
{\displaystyle f^{A}(a)=f(a)}
{\displaystyle f^{A}(f(a))=f(f(a))}
{\displaystyle f^{A}(f(f(a)))=f(f(f(a)))}
...
Herbrand-Strukturen werden im Satz von Herbrand verwendet und sind nach Jacques Herbrand benannt.